# 距離空間の圏
数学の一分野としての圏論において距離空間の圏（きょりくうかんのけん、英: category of metric spaces）Met は、すべての距離空間を対象とし、すべての非拡大写像（計量写像, short map）を射とする圏である。二つの非拡大写像の合成は再び非拡大であるから、確かにこれは圏を定めている。この圏を初めて考察したのは Isbell (1964) である。
ここに、射として連続写像をとらないのは、構造としての距離函数との整合を考えてのことである。非拡大写像は任意の二点間の距離を増加させない連続写像である。

## 性質
- 射について、距離空間の圏 Met における単型射は、集合論的単射な非拡大写像であり、これは相異なる二点を一点に写すことはない。Metにおける全型射は、その像（定義域の像）が値域において稠密となるような非拡大写像で与えられる。同型射は等距変換すなわち一対一かつ上への距離を保つ（非拡大）写像である。
- 例えば、有理数全体（に通常の距離を入れたもの）Q の実数直線 R への包含写像は Met において双型射（単型かつ全型）だが、明らかに同型射でない。ゆえに Met は均衡圏（英語版） たりえない。
- 対象について、距離空間の圏 Met の始対象は空距離空間で与えられ、また任意の一点距離空間が終対象となる。明らかに始対象と終対象が一致することはないから Met は零対象を持たない。
- 距離空間の圏 Met における入射対象は入射距離空間（英語版）と呼ばれる。入射距離空間を初めて導入して研究したのは Aronszajn & Panitchpakdi (1956) であるが、それは圏として Met が研究されるよりも時期が早い（入射距離空間は、距離球体のヘリー性（英語版）の言葉で内在的に定義することもでき、その定義に基づいて Aronszajn と Panitchpakdi は「超凸空間」(hyperconvex space) と呼んでいた）。任意の距離空間に対し、それを等距離埋め込み可能な最小の入射距離空間が存在する。そのような入射距離空間を、もとの距離空間の距離包絡 (metric envelope) あるいは緊密包（英語版） (tight span) と呼ぶ。
- 距離空間の圏 Met において距離空間の有限集合の圏論的直積は、それらの台となる点集合に対する集合論的直積に、距離函数を成分ごとに各因子空間の中で測った距離の上限によって与える。それはすなわち、上限ノルムで与えられる直積距離函数（英語版）である。これに対して、距離空間の無限直積は、各因子における距離に上限があるとは限らないから、存在しないことがあり得る。すなわち、Met は完備でないが有限完備ではある。Met に余積（圏論的直和）は存在しない。

## 他の圏との関係
各距離空間を距離構造を忘れてその台となる点集合と見なし、かつ非拡大写像を単に写像と見なすことにより、集合の圏への忘却函手 U: Met → Set が得られる。この函手 U は忠実函手となり、したがって Met は具体圏である。
さて本項にいう距離空間の圏 Met は単にすべての距離空間を対象とする圏というだけのものではない。すべての距離空間を対象とする圏には、連続写像を射とする圏（これは位相空間の圏の充満部分圏）や一様連続写像を射とする圏（これは一様空間の圏の充満部分圏）あるいはリプシッツ連続写像や準リプシッツ写像 (quasi-Lipschitz mapping) を射とする圏などが挙げられる。非拡大写像は一様連続かつ（リプシッツ定数高々 1 の）リプシッツ連続である。